# Chabi-Couma
Chabi-Couma est l'un des six arrondissements de la commune de Kouande dans le département de l'Atacora au Bénin.

## Géographie
L'arrondissement de Chabi-Couma est situé au nord-ouest du Bénin et compte 6 villages que sont Chabi-kouma,Gantieco, Papatia, Sakasson-dompago ,Sakasson-ditamarit  et Wème.

## Démographie
Selon le recensement de la population de 2013 conduit par l'Institut national de la statistique et de l'analyse économique (INSAE), Chabi-Couma compte 10677 habitants  .